# Con Calma
 (mai 2020).
Si vous disposez d'ouvrages ou d'articles de référence ou si vous connaissez des sites web de qualité traitant du thème abordé ici, merci de compléter l'article en donnant les références utiles à sa vérifiabilité et en les liant à la section « Notes et références ».
Pour les articles homonymes, voir Calma (homonymie).
Singles par Daddy Yankee
Adictiva
(2018) Baila Baila Baila
(2019)
Singles par Snow
Shame
(2014)
Con Calma est une chanson du chanteur portoricain Daddy Yankee et du rappeur canadien Snow, sortie le 24 janvier 2019 par le label El Cartel Records (en). 
Le 19 avril 2019, Katy Perry remixe cette chanson avec Daddy Yankee et Snow.
En France, elle est certifiée diamant et a atteint la 7e place des charts.

## Clip vidéo
La chanson a été mise en ligne le 24 janvier 2019 par Daddy Yankee sur YouTube. Le tournage du clip a eu lieu à Toronto et Los Angeles. Daddy Yankee apparaît sous forme d'Animoji appelé Sikiri, Le personnage danse avec d'autres personnes. Ils portent de longs pantalons tout au long du clip. Daddy Yankee et Snow font de brèves apparitions dans le clip.

## Production
Le clip de Con Calma a été réalisé par le cinéaste et réalisateur dominicain Marlon Peña, qui avait auparavant travaillé avec Daddy Yankee sur des clips dont Mayor Que Yo (2005), Shaky Shaky (2016) et Hielo (2018), entre autres,,. Con Calma a été écrit par Daddy Yankee, Snow, et Juan Rivera et a été produit par le duo de production américain Play-N-Skillz et coproduit par David Scott Summers Macias,. Avant ce titre, Daddy Yankee et Play-N-Skillz avaient écrit ensemble, Not a Crime et Azukita,.

## Récompenses
| Cérémonie           | Date             | Catégorie         | Version                                  | Résultat   |
| ------------------- | ---------------- | ----------------- | ---------------------------------------- | ---------- |
| Latin Grammy Awards | 14 novembre 2019 | Best Urban Fusion | Con Calma (Daddy Yankee featuring. Snow) | Nomination |

## Classements
| Chart (2019)                                 | position |
| -------------------------------------------- | -------- |
| Argentine (Hot 100)                          | 1        |
| Autriche (Ö3 Austria Top 40)                 | 7        |
| Belgique (Flandre Ultratop 50 Singles)       | 6        |
| Belgique (Wallonie Ultratop 50 Singles)      | 2        |
| Bolivie (Monitor Latino)                     | 1        |
| Brésil Pop International Airplay (Crowley)   | 9        |
| Canada (Hot 100)                             | 6        |
| Canada (CHR/Top 40)                          | 14       |
| Canada (Hot AC)                              | 35       |
| Chili (Monitor Latino)                       | 1        |
| Chine (Foreign Songs)                        | 14       |
| Colombie (National-Report)                   | 1        |
| Costa Rica (Monitor Latino)                  | 1        |
| Croatie (HRT)                                | 13       |
| Tchéquie (IFPI Rádio)                        | 1        |
| Tchéquie (IFPI Singles Digitál)              | 17       |
| Danemark (Tracklisten)                       | 37       |
| République dominicaine (Monitor Latino)      | 4        |
| Équateur (Monitor Latino)                    | 1        |
| Salvador (Monitor Latino)                    | 2        |
| Finlande (Suomen virallinen lista)           | 13       |
| France (SNEP)                                | 7        |
| Allemagne (Media Control AG)                 | 6        |
| Grèce (IFPI)                                 | 10       |
| Guatemala (Monitor Latino)                   | 1        |
| Honduras (Monitor Latino)                    | 1        |
| Hongrie (Rádiós Top 40)                      | 2        |
| Hongrie (Stream Top 40)                      | 6        |
| Irlande (IRMA)                               | 43       |
| Italie (FIMI)                                | 1        |
| Lituanie (AGATA)                             | 18       |
| Mexique (Airplay)                            | 1        |
| Mexique (Streaming)                          | 1        |
| Pays-Bas (Nederlandse Top 40)                | 1        |
| Pays-Bas (Single Top 100)                    | 4        |
| Nouvelle-Zélande Hot Singles (RMNZ)          | 33       |
| Nouvelle-Zélande (Hot Singles) Remix version | 40       |
| Nicaragua (Monitor Latino)                   | 1        |
| Panama (Monitor Latino)                      | 1        |
| Paraguay (Monitor Latino)                    | 1        |
| Paraguay (SGP)                               | 56       |
| Pérou (Monitor Latino)                       | 1        |
| Pologne (ZPAV)                               | 2        |
| Portugal (AFP)                               | 6        |
| Porto Rico (Monitor Latino)                  | 1        |
| Roumanie (Airplay 100)                       | 2        |
| Russie                                       | 2        |
| Slovaquie (IFPI Rádio)                       | 8        |
| Slovaquie (IFPI Singles Digitál)             | 11       |
| Slovénie (SloTop50)                          | 1        |
| Espagne (PROMUSICAE)                         | 1        |
| Suède (Sverigetopplistan)                    | 21       |
| Suisse (Schweizer Hitparade)                 | 2        |
| Royaume-Uni (UK Singles Chart)               | 66       |
| Ukraine                                      | 13       |
| Uruguay (Monitor Latino)                     | 1        |
| États-Unis (Hot 100)                         | 22       |
| États-Unis (Dance Club Songs)                | 43       |
| États-Unis (Hot Latin Songs)                 | 1        |
| États-Unis (Rap Songs)                       | 19       |
| États-Unis (Pop Airplay)                     | 19       |
| États-Unis (Rhythmic Songs)                  | 17       |
| États-Unis (Rolling Stone Top 100)           | 84       |
| Venezuela (Monitor Latino)                   | 1        |

| Chart (2019)                   | Peak position |
| ------------------------------ | ------------- |
| Argentine (CAPIF)              | 1             |
| Russie (Tophit) Remix version  | 3             |
| Slovénie (SloTop50)            | 1             |
| Ukraine (Tophit) Remix version | 21            |

| Chart (2019-2020)                          | Position |
| ------------------------------------------ | -------- |
| Argentine (Monitor Latino)                 | 2        |
| Autriche (Ö3 Austria Top 40)               | 18       |
| Belgique (Ultratop Flanders)               | 13       |
| Belgique (Ultratop Wallonia)               | 12       |
| Bolivie                                    | 1        |
| Canada (Canadian Hot 100)                  | 27       |
| Communauté des États indépendants (Tophit) | 15       |
| Chili (Monitor Latino)                     | 2        |
| Colombie (Monitor Latino)                  | 2        |
| Costa Rica (Monitor Latino)                | 2        |
| République dominicaine (Monitor Latino)    | 6        |
| Équateur (Monitor Latino)                  | 1        |
| El Salvador (Monitor Latino)               | 2        |
| Allemagne (Official German Charts)         | 11       |
| Guatemala (Monitor Latino)                 | 1        |
| Honduras (Monitor Latino)                  | 1        |
| Hongrie (Dance Top 40)                     | 10       |
| Hongrie (Rádiós Top 40)                    | 10       |
| Hongrie (Single Top 40)                    | 19       |
| Italie (FIMI)                              | 7        |
| (Monitor Latino)                           | 1        |
| Pays-Bas (Dutch Top 40)                    | 7        |
| Pays-Bas (Single Top 100)                  | 14       |
| Nicaragua (Monitor Latino)                 | 1        |
| Panama (Monitor Latino)                    | 1        |
| Paraguay (Monitor Latino)                  | 1        |
| Paraguay (SGP)                             | 56       |
| Pérou (Monitor Latino)                     | 1        |
| Pologne (ZPAV)                             | 9        |
| Porto Rico (Monitor Latino)                | 1        |
| Roumanie (Airplay 100)                     | 10       |
| Russie (Tophit)                            | 16       |
| Slovénie (SloTop50)                        | 4        |
| Suède (Sverigetopplistan)                  | 65       |
| Suisse (Schweizer Hitparade)               | 9        |
| Ukraine (Tophit)                           | 82       |
| Uruguay (Monitor Latino)                   | 3        |
| États-Unis (Hot 100)                       | 65       |
| États-Unis (Hot Latin Songs)               | 3        |
| Venezuela (Monitor Latino)                 | 2        |

## Certifications
| Pays               | Récompense   | Ventes    |
| ------------------ | ------------ | --------- |
| Allemagne          | Or           | 200 000   |
| Belgique           | Platine      | 40 000    |
| Brésil             | 2 × Platine  | 80 000    |
| Canada             | Or           | 160 000   |
| Danemark           | 4 × Platine  | 450 000   |
| Espagne            | 6 × Platine  | 240 000   |
| France             | Diamant      | 333 333   |
| Italie             | 4 × Platine  | 200 000   |
| Pologne            | Platine      | 20 000    |
| Portugal           | 2 × Platine  | 40 000    |
| États-Unis (Latin) | 41 × Platine | 2 460 000 |

## Mise en ligne
| Région     | Date            | Format                               | Version  | Label                 | Ref.    |
| ---------- | --------------- | ------------------------------------ | -------- | --------------------- | ------- |
| États-Unis | 24 janvier 2019 | - téléchargement digital - streaming | Original | El Cartel             | [ 121 ] |
| États-Unis | 19 avril 2019   | - téléchargement digital - streaming | Remix    | - El Cartel - Capitol | [ 122 ] |
| États-Unis | 23 avril 2019   | hit radio                            | Remix    | - El Cartel - Capitol | [ 123 ] |